# Мостково (Західнопоморське воєводство)
Мостково (пол. Mostkowo) — село в Польщі, у гміні Барлінек Мисліборського повіту Західнопоморського воєводства.
Населення — 842 особи (2011).
У 1975-1998 роках село належало до Гожовського воєводства.

## Демографія
Демографічна структура станом на 31 березня 2011 року:
|          | Загалом | Допрацездатний вік | Працездатний вік | Постпрацездатний вік |
| -------- | ------- | ------------------ | ---------------- | -------------------- |
| Чоловіки | 426     | 79                 | 308              | 39                   |
| Жінки    | 416     | 97                 | 248              | 71                   |
| Разом    | 842     | 176                | 556              | 110                  |